# Cécilia Berder
Cécilia Berder (Morlaix, 13 de dezembro de 1989) é uma esgrimista francesa, medalhista de prata nos Jogos de Tóquio, vencedora de múltiplas medalhas mundiais e continentais e condecorada Cavaleira da Ordem Nacional do Mérito.

## Biografia
Cécilia Berder nasceu na cidade de Morlaix, em 13 de dezembro de 1989. No entanto, cresceu em Quimper. Na infância, era uma criança enérgica e foi incentivada por seus pais a praticar esportes. Começou a praticar esgrima aos sete anos de idade no Quimper Cornouaille. Mais tarde, mudou-se para Orléans, onde treinou com nomes como Anne-Lise Touya e Léonore Perrus.
Em 16 de janeiro de 2005, participou pela primeira vez de uma competição júnior, um evento Copa do Mundo realizado na cidade de Göppingen. Três anos depois, foi selecionada como atleta reserva da equipe nacional nos Jogos de Pequim. Conquistou a primeira medalha em mundiais no ano de 2009, quando ficou com o vice-campeonato por equipes. Na edição seguinte, subiu novamente ao pódio, desta vez em 3.º lugar.
De 2014 e 2016, obteve sucessivos vices-campeonatos com a equipe francesa de sabre. Em 2015, ficou na segunda colocação também no evento individual do Mundial de Moscou.
Em junho de 2017, competiu no Campeonato Europeu de Novi Sad, onde acabou sendo derrotada na final pela russa Sofiya Velikaya. Por sua vez, a equipe francesa foi superadaa na semifinal, resultado que rendeu a medalha de bronze. Logo após a competição, assumiu a segunda posição do ranking mundial, No mês seguinte, foi novamente derrotada por Velikaya no Mundial de Wuxi. No entanto, interrompeu a sequência de vices-campeonatos com o título por equipes.
Nos Jogos Olímpicos de Tóquio, em 2021, formou a equipe com Manon Brunet, Charlotte Lembach e Sara Balzer. Na decisão, as francesas foram derrotadas pelas russas e acabaram com a medalha de prata. No mesmo ano, foi agraciada com a Ordem Nacional do Mérito.

## Palmarès
Jogos Olímpicos
| Ano  | Local  | Evento            | Posição | Ref.   |
| ---- | ------ | ----------------- | ------- | ------ |
| 2021 | Tóquio | Sabre por equipes | 2.ª     | [ 19 ] |

Campeonatos Mundiais
| Ano  | Local     | Evento            | Posição | Ref.   |
| ---- | --------- | ----------------- | ------- | ------ |
| 2018 | Wuxi      | Sabre por equipes | 1.ª     | [ 20 ] |
| 2009 | Antália   | Sabre por equipes | 2.ª     | [ 6 ]  |
| 2014 | Cazã      | Sabre por equipes | 2.ª     | [ 6 ]  |
| 2015 | Moscou    | Sabre individual  | 2.ª     | [ 10 ] |
| 2019 | Budapeste | Sabre por equipes | 2.ª     | [ 21 ] |
| 2010 | Paris     | Sabre por equipes | 3.ª     | [ 7 ]  |
| 2017 | Lípsia    | Sabre individual  | 3.ª     | [ 22 ] |
| 2017 | Lípsia    | Sabre por equipes | 3.ª     | [ 23 ] |

Campeonatos Europeus
| Ano  | Local        | Evento            | Posição | Ref.   |
| ---- | ------------ | ----------------- | ------- | ------ |
| 2014 | Estrasburgo  | Sabre por equipes | 2.ª     | [ 8 ]  |
| 2015 | Montreux     | Sabre por equipes | 2.ª     | [ 9 ]  |
| 2016 | Toruń        | Sabre por equipes | 2.ª     | [ 2 ]  |
| 2018 | Novi Sad     | Sabre individual  | 2.ª     | [ 11 ] |
| 2008 | Quieve       | Sabre por equipes | 3.ª     | [ 24 ] |
| 2017 | Tiblíssi     | Sabre por equipes | 3.ª     | [ 25 ] |
| 2018 | Novi Sad     | Sabre por equipes | 3.ª     | [ 11 ] |
| 2019 | Dusseldórfia | Sabre por equipes | 3.ª     | [ 26 ] |

## Condecorações
- Cavaleira da Ordem Nacional do Mérito (8 de setembro de 2021)[18]